# Розенфельд, Моррис
Моррис Розенфельд (Моисей Яков; 28 декабря 1862[…], Stare Boksze, Подляское воеводство — 22 июня 1923[…], Нью-Йорк, Нью-Йорк) — еврейский поэт.
Родился в семье портного, которая вскоре переехала в Варшаву, затем в Сувалки, где Розенфельд несколько лет учился в хедере. Рано женившись и оказавшись на иждивении тестя, Розенфельд изучал в бет-мидраше Гемару; в то же время читал светскую литературу на иврите, польском и немецком языке, увлекался стихами на идиш Э. Цунзера, М. Гордона, А. Гольдфадена. В 15 лет написал первое стихотворение.
После недолгой поездки в США в 1882 г. вернулся домой, затем уехал в Лондон, где, испытывая большие лишения, учился портняжному ремеслу, сблизился с рабочим движением и с кружком анархистов «Бернер стрит клаб». Творчество Розенфельда приобрело злободневный политический характер. В конце 1886 г. переехал в Америку, 18 лет работал гладильщиком в пошивочных мастерских Нью-Йорка. Опубликованные им в газете «Нью-Йоркер идише фолксцайтунг» стихотворения проникнуты революционным духом. Они стали популярными среди рабочих, их печатали и в лондонской еврейской прессе.
Тем не менее первые сборники стихотворений Розенфельда «Ди глоке» («Колокол», 1888), «Ди блумен-кетте» («Венки», 1890) не имели успеха у широкой публики. В последующие годы Розенфельд печатался в «Дер моргнштерн», «Идишес фолксблат» (обе — Петербург), в анархистской газете «Вархайт» и других изданиях; стал постоянным сотрудником возникшей в это время нью-йоркской газеты «Арбетер цайтунг»; выступал с чтением своих стихов в рабочих клубах.
Тяжело заболев, Розенфельд оставил тяжелый труд гладильщика и начал разносить свои книги по домам. В это время он написал либретто оперетты «Дер лецтер кохен годл, одер Религион ун либе» («Последний первосвященник, или Религия и любовь»; поставлена в 1896 г. в Нью-Йорке), издавал сатирический журнал «Дер Ашмедай», где высмеивал своих противников — литературных критиков.
В 1898 г. Л. Винер издал стихи Розенфельда под названием «Песни гетто» (Нью-Йорк) на идиш, но латинскими буквами, снабдив их английским прозаическим переводом. Книга вызвала интерес читателей и одобрение ряда американских критиков; она была переведена на немецкий (несколько изданий), польский, словацкий, венгерский и другие языки. Стихи Розенфельда стали включать в сборники и антологии; многие песни на его слова стали популярными (например, «О, ир клейне лихтелех» — «О, маленькие свечечки»). В стихах этого периода поэт продолжал призывать к классовой борьбе, однако в его творчество проникают национальные мотивы. В 1899 г. газета «Арбетер фрайнд» (Нью-Йорк) возмущалась: «Ярый революционер Розенфельд стал плакальщиком Сиона». Розенфельд, не считая себя сионистом, был делегатом Сионистского конгресса в Лондоне в 1900 г.
В 1901 г. Розенфельд сотрудничал в газете «Дер теглихер хералд» (редактор М. Минц, 1858—1912), в 1900-13 гг. — в газете «Форвертс», издательство которой выпустило несколько книг поэта. Вопреки постигшим его тяжким испытаниям (умер единственный 15-летний сын, сам Розенфельд был наполовину парализован, ему угрожала слепота), в этот период поэтическое мастерство Розенфельда, его отточенный и лаконический стиль достигают наибольшего расцвета. Вышли собрания сочинений Розенфельда «Шрифтн» («Сочинения», в 6-ти т., 1908—1910, Н.-Й.), «Гевейлте шрифтн» («Избранные сочинения», в 3-х т., 1912, Н.-Й.), сборник стихов «Дос бух фун либе» («Книга о любви», 1914) и др. Розенфельд также написал художественные биографии Г. Гейне (1906, Н.-Й.) и Иехуды Галеви (1907, Н.-Й.).
В 1908 г. Розенфельд совершил поездку по Западной Европе и Галиции, где был восторженно принят читателями. С 1913 г., порвав с «Форвертс», сотрудничал в ортодоксальной газете «Идишес тогблат» (до 1921 г.), идеологически чуждой ему; вновь испытывал нужду, ссорился с еврейскими писателями и издателями, поэтическое мастерство Розенфельда угасало. Один из последних прижизненных сборников Розенфельда «Лидер» («Стихи») издан в советской России (М., 1920). Творчество Розенфельда повлияло на плеяду еврейских пролетарских поэтов (М. Винчевский, И. Бовшовер, Д. Эдельштадт и др.).
Розенфельд похоронен рядом с Шолом-Алейхемом на кладбище еврейской бедноты Маунт Кармел в Бруклине.